# Chromiec (dopływ Kamienicy)
Chromiec (niem. Bohe Seifen) – potok, prawy dopływ Kamienicy.
Źródła potoku znajdują się na wysokości około 605 m n.p.m., na północnych zboczach Kamienickiego Grzbietu pomiędzy Smolnikiem a Kozią Szyją. Ujście do Kamienicy znajduje się na wysokości ok. 480 m n.p.m., pomiędzy Chromcem a przysiółkiem Międzylesie.
Źródła znajdują się na łące, w pobliżu wsi Kopaniec, potok w dolnej części tworzy niezbyt głęboką dolinkę.